# (67) Asia
(67) Asia – planetoida z grupy pasa głównego planetoid okrążająca Słońce w ciągu 3 lat i 280 dni w średniej odległości 2,42 j.a. Została odkryta 17 kwietnia 1861 roku w Madras Observatory przez Normana Pogsona. Nazwa planetoidy pochodzi od Azji, córki Okeanosa i Tetydy a żony tytana Japeta lub od miejsca odkrycia, gdyż była to pierwsza planetoida odkryta w Azji w Madrasie.